# Parti communiste mexicain
Le parti communiste mexicain (en espagnol : Partido Comunista Mexicano, PCM) était un parti communiste fondé à Mexico en 1911 par Manabendra Nath Roy. D'abord connu sous le nom de Partido Socialista Obrero (Parti Socialiste Ouvrier), il est renommé en 1919 à la suite de la révolution bolchévique en Russie. Il est rendu illégal par le gouvernement mexicain en 1925, avant de redevenir légal en 1935, durant la présidence de Lázaro Cárdenas. 
Il perd son enregistrement aux élections en 1946, ne répondant pas aux nouvelles exigences du pays d'avoir au moins 30 000 membres inscrits sur les listes électorales dans au moins 21 des 31 États du Mexique. Il n'est pas clair si le parti n'était pas en mesure de recruter suffisamment de membres ou si, craignant la répression, il avait refusé de se présenter.
Au cours des années 1970, le PCM tente de se démarquer du communisme soviétique en adoptant une position eurocommuniste. Jusqu'aux années 1980, le parti dispose d'une certaine influence (mais toutefois mineure) sur la Confédération des travailleurs du Mexique (CTM) et sur les intellectuels de la ville de Mexico. Dans les années 1960 le Département d'État américain estime que le PCM regroupe 50 000 membres (0,28 % de la population en âge de travailler du pays). En 1989, le parti est dissous et certains de ses membres rejoignent le nouveau Parti de la révolution démocratique.
En 1996 quelques anciens membres du PCM fondent un petit parti des communistes mexicains qui se transforme en 2010 en Parti communiste du Mexique (Partido communista de México) dont la page Facebook est suivie par 29 000 personnes.
Son journal, fondé en 1924, est El Machete (en espagnol : La Machette).